# Paraceleilanden

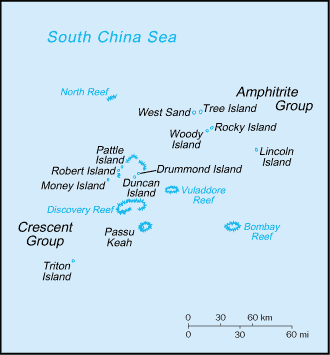
CIA-kaart van de Paraceleilanden

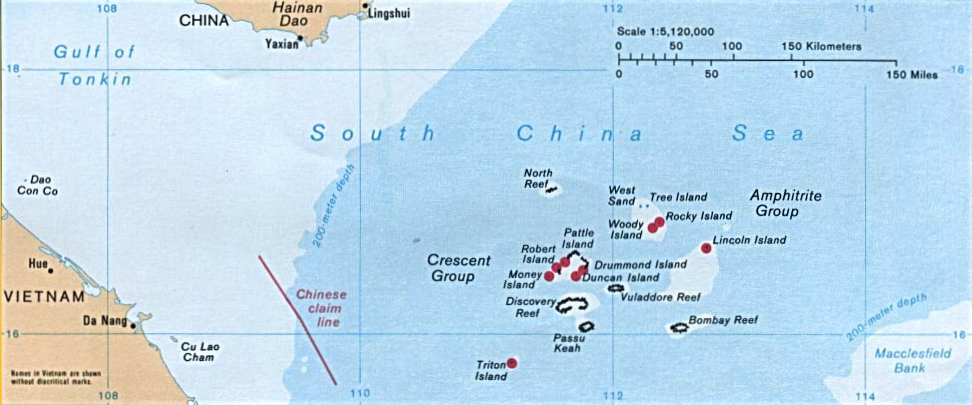
De rode lijn geeft aan tot waar de territoriale claim van China loopt

De Paraceleilanden zijn een archipel van eilandjes, zandbanken en koraalriffen in de Zuid-Chinese Zee, thans bezet door de Volksrepubliek China maar ook Taiwan en Vietnam claimen deze eilanden. Ze liggen op ongeveer een derde van de afstand tussen Vietnam en de Filipijnen. In de omgeving van de Paraceleilanden zit veel vis en mogelijk bevinden zich daar ook olie- en gasvelden.
In 1932 werden de eilanden geannexeerd door Frans Indochina, waarna op het eiland Pattle een weerstation werd geïnstalleerd. Vietnam nam bij de onafhankelijkheid het bestuur van de Paraceleilanden over. Op 19 januari 1974 werd op de westelijke eilanden een garnizoen van het Zuid-Vietnamese leger gevangengenomen door China. De eilanden vallen thans onder het bestuur van de Chinese provincie Hainan/Đà Nẵng.
Het hoogste punt, slechts 14 meter boven het zeeniveau, bevindt zich op het eiland Rocky.

## Arbitragezaak
In 2013 maakten de Filipijnen op basis van het VN-Zeerechtverdrag een arbitragezaak aanhangig tegen de Volksrepubliek China. Het Permanente Hof van Arbitrage trad in deze zaak als griffie op. Op 12 juli 2016 oordeelde het arbitragetribunaal dat China geen aanspraak kan maken op de gebieden die niet op basis van het VN-Zeerechtverdrag zijn ingesteld. Het tribunaal oordeelde verder dat de aanwezigheid van installaties en onderhoudspersoneel op de vele onbewoonde eilandjes, waaronder de Spratly-eilanden, geen recht geven tot het instellen van een nieuwe maritieme zone. Gedurende het geschil heeft China aangegeven de rechtsmacht van het tribunaal niet te erkennen. China aanvaardt de uitspraak daarom niet.
In 2021 rezen er opnieuw spanningen rond de eilandengroep, die in 2024 nog steeds voortduren.